# スカイピース
スカイピースは、日本の男性2人組YouTuber、ポップ、ヒップホップ、ポップラップデュオ。2016年7月15日に結成。所属レコード会社は株式会社ソニー・ミュージックレーベルズで、レーベルはソニー・ミュージックレコーズ。公式ファンクラブは「School Of Skypeace」。
コンビ名は、「空にピースをしている画像」を見るのが好きだったテオくんが名付けたもので、ピースをしている画像は空が背景になっているものが多いことから、「みんな繋がっている」という意味を込めている。また、「笑顔になってもらえる存在になりたい」とも語っている。

挨拶は「せーの、どうもー、スカイピース!Yeah!（イェイ）」。

## 概要
2016年7月15日にTwitterで相互フォローをしている関係であったテオくんと☆イニ☆（じん）の2人で結成。結成された当時は、☆イニ☆が専門学校に在籍中であり、不動産会社への就職も決定していたが、テオくんからの勧誘により、7月15日に結成となった。初投稿時は埼玉県所沢市のアパートで2人で共同生活していた。

また、スカイピース結成以前からテオくんと☆イニ☆による替え歌・オリジナル曲を歌った動画を定期的に投稿している。スカイピースと宮川大聖によるコラボ「てみじ」や、スカイピース、かす、まあたその4人によるクリエイター集団「青春☆しゅわしゅわクラブ」、おるたなChannel、水溜りボンド、スカイピースのコンビYouTuber3組によるコラボ「おる溜りピース」、スカイピースとコムドットによるコラボ「スカイドット」、スカイピースと平成フラミンゴによるコラボ「スカイミンゴ」での動画投稿もしている。

現在は保有する2チャンネル共に不定期更新。2020年9月より、スカイピース初の冠レギュラー番組「スカイピースの急上昇学園」を配信している。

2020年6月に所属事務所「VAZ」を退社。

2023年2月に、テオくんがインフルエンサーの加藤乃愛と交際していることを発表。

## メンバー
※特記がない限り、公式プロフィールまたはLivedoor ニュースのインタビュー記事を出典とした記述。
※下記のメンバーカラーとテロップカラーは、スカイピースの動画内のそれぞれのテロップの色と同じ。

### 主要メンバー
| 名前           | プロフィール                       | 備考 |
| -------------- | ---------------------------------- | --- |
| テオくん       | 1995年7月24日（29歳） 日本 千葉県  | 本名：寺島大揮 - 血液型：AB型｡ - 身長：173cm - 柏市立田中北小学校出身。 - 柏市立田中中学校出身。 - 千葉県立流山北高等学校卒。 - 50m走5.7秒 - かつてはVineを中心に活動し､6秒間のネタ動画を投稿していた｡ - メンバーカラー：■ - 個人チャンネル｢テオくんホーム｣｢ておちゃんぽんちゃん｣でも活動している｡個人チャンネルでは､ゲームや購入品紹介などが主である｡ |
| ☆イニ☆（じん） | 1995年10月27日（29歳） 日本 東京都 | 本名：藤枝仁 - 血液型：AB型｡ - 身長：169.6cm - 千代田区立九段小学校出身。 - 千代田区立神田一橋中学校出身｡よさこいバンキッシュのオナブタは後輩である｡ - 大東学園高等学校出身。 - 世田谷福祉専門学校卒。 - 結成前はニコニコ動画で､非リアをネタにした替え歌ラップ等を投稿していた｡ - メンバーカラー：■ - 個人チャンネル｢JIN DA HOUSE｣｢らっぷじんじん｣でも活動している｡個人チャンネルでは､たくまをはじめとするメンバーとの大食いや料理をメインに投稿している｡ |

### スカイチーム
スカイピースのサポートをするメンバー。初期はたくまのみであったが、オーディション等を経て、2024年8月時点で計3人である。
以下、動画への登場順で掲載。
| 名前     | プロフィール                      | 備考 |
| -------- | --------------------------------- | --- |
| ちぃ     | 1997年2月12日（28歳） 日本 山口県 | - 女性 - 2018年12月31日に加入。 - お菓子作りが得意。 - メンバーカラー：■ - 初登場時よりうさぎのサングラスを着用して出演していたが､2020年7月16日に公開された動画で素顔が公開された｡     |
| まこと   | 1994年1月6日（31歳） 日本 東京都  | - 男性 - 2019年1月23日に投稿の動画で初登場｡ - 動画編集や営業・広報などを担当している｡ - メンバーカラー：■ - スカイチームの最年長｡                                                      |
| あおやぎ | 1997年8月24日（27歳）             | - 男性 - テオくんとはVine時代からの知り合いで､｢オタパリダンシン｣のMVにオタクチームとして出演していた｡ - 2人組YouTuber｢絶対サンタさん｣の出演者としても活動している｡ - テロップカラー：■ |

### その他
動画の裏方やマネージャーなど。動画の出演頻度が少ない。
| 名前   | プロフィール | 備考 |
| ------ | ------------ | --- |
| ルパン | 不明         | - スカイピースのマネージャー - 愛称は｢るぱちゃ｣ - 名前の由来は､ルパン三世に似ていることが由来｡ - テロップカラー：■ |

## 略歴
2017年にソニー・ミュージックエンタテインメントより配信限定シングル『スタートダッシュ』で、アーティストとしてメジャー・デビュー。

2020年3月22日、Non Stop RabbitのYouTube動画「卒業生へ、卒業式が出来なかった人へ。」に出演し、Non Stop Rabbitの楽曲「全部いい」の歌唱に参加した。同日、4年間の毎日投稿を終了させることを発表した。6月30日、所属事務所VAZを退所。ファンクラブなどはVAZが運営していたが、現在はSony Muzic Solutionsが運営している。12月31日、『ももいろ歌合戦』（BS日テレ・ニッポン放送・AbemaTV）へ初出場。

2021年7月15日、5年目の結成記念日に解散ドッキリ動画を配信した。ドッキリを行った理由として「“終わり”というのは突然くるもの」だと伝えたかったと説明している。なお、その際に設定ミスにより、スーパーチャット（投げ銭）ができる状態になっていたとして、スカイピース2人の意向により、同動画で集まった全額（37,010円）を返金することを明らかにした。

2022年4月22日、日本武道館にて「SkyPeace Festival in 日本武道館」を開催。

2024年11月4日、テオくんが長期活動休止を発表した動画が投稿された。

2025年5月12日、テオくんが復帰したことを発表した動画が投稿された。

## 青春しゅわしゅわクラブ
事務所の垣根を越えて結成された4人組。愛称及び呼称は「青ラブ」。キャッチコピーは「青春はいつまでも今からでも。」。

### メンバー
- テオくん

テロップカラー：■
- ☆イニ☆（じん）

副リーダー
テロップカラー：■
- まあたそ

リーダー
テロップカラー：■
- かす

テロップカラー：■

## ディスコグラフィ

### シングル
|     | 発売日        | タイトル               | 規格          | 規格品番                        | オリコン | 初収録アルバム |
| --- | ------------- | ---------------------- | ------------- | ------------------------------- | -------- | -------------- |
| 1st | 2018年5月23日 | 雨が降るから虹が出る   | CD+DVD        | ESCL-5070/72（完全生産限定盤）  | 17位     | BE BOY         |
| 1st | 2018年5月23日 | 雨が降るから虹が出る   | CD            | ESCL-5073（通常盤）             | 17位     | BE BOY         |
| 1st | 2018年5月23日 | 雨が降るから虹が出る   | CD+DVD        | ESCL-5074/75（期間生産限定盤）  | 17位     | BE BOY         |
| 2nd | 2019年3月6日  | Sky Flight             | CD            | ESCL-5183/84（完全生産限定盤）  | 12位     | BE BOY         |
| 2nd | 2019年3月6日  | Sky Flight             | CD+DVD        | ESCL-5185/86（初回生産限定盤）  | 12位     | BE BOY         |
| 2nd | 2019年3月6日  | Sky Flight             | CD            | ESCL-5187（通常盤）             | 12位     | BE BOY         |
| 3rd | 2019年6月26日 | Ride or Die            | CD            | SRCL-11207                      | 18位     | BE BOY         |
| 4th | 2021年7月7日  | 今日まで生きたあなたへ | CD+DVD+グッズ | SRCL-11851/53（完全生産限定盤） | 13位     | Grateful For   |
| 4th | 2021年7月7日  | 今日まで生きたあなたへ | CD            | SRCL-11854（通常盤）            | 13位     | Grateful For   |

### 配信限定シングル
|      | 発売日         | タイトル                      | 規格                   | 収録作品             | オリコン |
| ---- | -------------- | ----------------------------- | ---------------------- | -------------------- | -------- |
| 1st  | 2017年8月29日  | スタートダッシュ              | デジタル・ダウンロード | にゅ〜べいび〜       | -        |
| 2nd  | 2017年9月22日  | ありがとうをおまえに          | デジタル・ダウンロード | にゅ〜べいび〜       | -        |
| 3rd  | 2017年10月22日 | ハロウィン物語                | デジタル・ダウンロード | にゅ〜べいび〜       | -        |
| 4th  | 2017年11月22日 | クリスマスマイル              | デジタル・ダウンロード | にゅ〜べいび〜       | -        |
| 5th  | 2017年12月22日 | 100年後も忘れないライブを     | デジタル・ダウンロード | にゅ〜べいび〜       | -        |
| -    | 2018年4月15日  | 雨が降るから虹が出る-TV Size- | デジタル・ダウンロード | 雨が降るから虹が出る | -        |
| 6th  | 2018年11月14日 | 証明                          | デジタル・ダウンロード | Sky Flight           | -        |
| -    | 2019年4月6日   | Ride or Die（アニメver.）     | デジタル・ダウンロード |                      |          |
| -    | 2020年3月20日  | 悪いが中二病が世界を救う      | デジタル・ダウンロード | 青青ソラシドリーム   |          |
| -    | 2020年7月17日  | 青青ソラシドリーム            | デジタル・ダウンロード | 青青ソラシドリーム   |          |
| -    | 2020年12月16日 | 愛w君（TV size）              | デジタル・ダウンロード |                      |          |
| -    | 2021年11月5日  | オタパリディスコ（TV size）   | デジタル・ダウンロード |                      |          |
| -    | 2022年1月19日  | オタパリディスコ              | デジタル・ダウンロード | Grateful For         |          |
| 7th  | 2022年3月16日  | トモダチ                      | デジタル・ダウンロード | Grateful For         |          |
| 8th  | 2022年6月15日  | 脳SIGNAL                      | デジタル・ダウンロード | Grateful For         |          |
| 9th  | 2022年6月29日  | everyDAY                      | デジタル・ダウンロード | Grateful For         |          |
| 10th | 2022年7月13日  | I wanna say                   | デジタル・ダウンロード | Grateful For         |          |
| 11th | 2023年6月14日  | Re:START                      | デジタル・ダウンロード | FEVER                |          |
| 12th | 2023年9月13日  | listen                        | デジタル・ダウンロード | FEVER                |          |
| 13th | 2023年11月10日 | SHUT DOWN                     | デジタル・ダウンロード |                      |          |

### フル・アルバム
|     | 発売日        | タイトル           | 規格   | 規格品番                              | オリコン |
| --- | ------------- | ------------------ | ------ | ------------------------------------- | -------- |
| 1st | 2018年2月21日 | にゅ〜べいび〜     | CD+DVD | ESCL-5027/29（完全生産限定スカイ盤）  | 6位      |
| 1st | 2018年2月21日 | にゅ〜べいび〜     | CD+DVD | ESCL-5030/32（完全生産限定ピース盤）  | 6位      |
| 1st | 2018年2月21日 | にゅ〜べいび〜     | CD     | ESCL-5033（通常盤）                   | 6位      |
| 2nd | 2019年6月26日 | BE BOY             | CD+DVD | SRCL-11200/02（完全生産限定スカイ盤） | 10位     |
| 2nd | 2019年6月26日 | BE BOY             | CD+DVD | SRCL-11203/05（完全生産限定ピース盤） | 10位     |
| 2nd | 2019年6月26日 | BE BOY             | CD     | SRCL-11206（通常盤）                  | 10位     |
| 3rd | 2020年6月10日 | 青青ソラシドリーム | CD+DVD | SRCL-11483/85（完全生産限定スカイ盤） | 4位      |
| 3rd | 2020年6月10日 | 青青ソラシドリーム | CD+DVD | SRCL-11486/88（完全生産限定ピース盤） | 4位      |
| 3rd | 2020年6月10日 | 青青ソラシドリーム | CD     | SRCL-11489（通常盤）                  | 4位      |
| 4th | 2022年7月27日 | Grateful For       | CD+DVD | SRCL-12160（完全生産限定スカイ盤）    | 11位     |
| 4th | 2022年7月27日 | Grateful For       | CD+DVD | SRCL-12163（完全生産限定ピース盤）    | 11位     |
| 4th | 2022年7月27日 | Grateful For       | CD     | SRCL-12166（通常盤）                  | 11位     |
| 5th | 2024年1月24日 | FEVER              | CD+DVD | SRCL-12760/2（完全生産限定スカイ盤）  | TBA      |
| 5th | 2024年1月24日 | FEVER              | CD+DVD | SRCL-12763/4（完全生産限定ピース盤）  | TBA      |
| 5th | 2024年1月24日 | FEVER              | CD     | SRCL-12765（通常盤）                  | TBA      |

### ミニ・アルバム
|     | 発売日         | タイトル     | 規格          | 規格品番                                | オリコン |
| --- | -------------- | ------------ | ------------- | --------------------------------------- | -------- |
| 1st | 2018年10月10日 | ピース       | CD+DVD        | ESCL-5108/09（初回生産限定盤）          | 11位     |
| 1st | 2018年10月10日 | ピース       | CD            | ESCL-5106/07（完全生産限定盤）          | 11位     |
| 1st | 2018年10月10日 | ピース       | CD            | ESCL-5110（通常盤）                     | 11位     |
| 2nd | 2021年3月3日   | ピースピース | CD+DVD+マンガ | SRCL-11710/12（完全生産限定テオくん盤） | 11位     |
| 2nd | 2021年3月3日   | ピースピース | CD+DVD+マンガ | SRCL-11713/15（完全生産限定☆イニ☆盤）   | 11位     |
| 2nd | 2021年3月3日   | ピースピース | CD            | SRCL-11716（通常盤）                    | 11位     |

### 映像作品
|                 | 発売日         | タイトル                                             | 規格    | 規格品番                      |
| --------------- | -------------- | ---------------------------------------------------- | ------- | ----------------------------- |
| ライブビデオ1st | 2019年3月6日   | Dream Stage Welcome in SkyPeaceisen Party Time       | DVD     | ESBL-2556（通常盤）           |
| ライブビデオ1st | 2019年3月6日   | Dream Stage Welcome in SkyPeaceisen Party Time       | DVD     | ESBL-2553/5（完全生産限定盤） |
| ライブビデオ1st | 2019年3月6日   | Dream Stage Welcome in SkyPeaceisen Party Time       | Blu-ray | ESXL-166（通常盤）            |
| ライブビデオ2nd | 2019年11月27日 | Enjoy Summer Fest Buddy〜まつり〜                    | DVD     | SRBL-1880（通常盤）           |
| ライブビデオ2nd | 2019年11月27日 | Enjoy Summer Fest Buddy〜まつり〜                    | DVD     | SRBL-1877（完全生産限定盤）   |
| ライブビデオ2nd | 2019年11月27日 | Enjoy Summer Fest Buddy〜まつり〜                    | Blu-ray | SRXL-223（通常盤）            |
| ライブビデオ    | 2022年11月30日 | SkyPeace Festival in 日本武道館                      | DVD     | SRBL-2093（通常盤）           |
| ライブビデオ    | 2022年11月30日 | SkyPeace Festival in 日本武道館                      | DVD     | SRBL-2090/2（初回生産限定盤） |
| ライブビデオ    | 2022年11月30日 | SkyPeace Festival in 日本武道館                      | Blu-ray | SRXL-365（通常盤）            |
| ライブビデオ    | 2022年11月30日 | SkyPeace Festival in 日本武道館                      | Blu-ray | SRXL-362/4（初回生産限定盤）  |
| ライブビデオ    | 2023年4月12日  | SkyPeace TOUR2022 Grateful For                       | DVD     | SRBL-2129（通常盤）           |
| ライブビデオ    | 2023年4月12日  | SkyPeace TOUR2022 Grateful For                       | DVD     | SRBL-2127/8（初回生産限定盤） |
| ライブビデオ    | 2023年4月12日  | SkyPeace TOUR2022 Grateful For                       | Blu-ray | SRXL-399（通常盤）            |
| ライブビデオ    | 2023年4月12日  | SkyPeace TOUR2022 Grateful For                       | Blu-ray | SRXL-397/8（初回生産限定盤）  |
| ライブビデオ    | 2023年11月22日 | SkyPeace Live at YOKOHAMA ARENA-Get Back The Dreams- | DVD     | SRBL-2207/8（通常盤）         |
| ライブビデオ    | 2023年11月22日 | SkyPeace Live at YOKOHAMA ARENA-Get Back The Dreams- | DVD     | SRBL-2204/6（初回生産限定盤） |
| ライブビデオ    | 2023年11月22日 | SkyPeace Live at YOKOHAMA ARENA-Get Back The Dreams- | Blu-ray | SRXL-462（通常盤）            |
| ライブビデオ    | 2023年11月22日 | SkyPeace Live at YOKOHAMA ARENA-Get Back The Dreams- | Blu-ray | SRXL-460/1（初回生産限定盤）  |

### 参加作品
| 発売日        | タイトル                      | 収録曲                                 | 備考                                             |
| ------------- | ----------------------------- | -------------------------------------- | ------------------------------------------------ |
| 2020年3月25日 | EXIT『EXSID』                 | ぴえんは似合わないぜ feat.スカイピース | 作詞：スカイピース、作曲：スカイピース・松田貴志 |
| 2023年8月9日  | 浪漫飛行 トリビュートアルバム | 浪漫飛行                               |                                                  |

## タイアップ
| 楽曲                        | タイアップ |
| --------------------------- | --- |
| 雨が降るから虹が出る        | TBS系アニメ『七つの大罪』第2期『七つの大罪 戒めの復活』第13話 - 第24話オープニングテーマ                                  |
| Sky Flight                  | TBS系アニメ『ゾイドワイルド』27話 - 38話オープニング曲                                                                    |
| Ride or Die                 | テレビ東京系アニメ『BORUTO-ボルト- NARUTO NEXT GENERATIONS』101話 - 113話エンディングテーマ                               |
| 声                          | 日本工学院2020年CM曲 |
| 愛w君                       | NHK『みんなのうた』（2020年12月〜2021年1月）                                                                              |
| Shall We Dance!!!           | 『りぼん』テーマソング |
| 今日まで生きたあなたへ      | テレビアニメ『SDガンダムワールド ヒーローズ』エンディングテーマ                                                           |
| おバカだっていいじゃないか! | 日本テレビ系SPドラマ『バンクオーバー!〜史上最弱の強盗〜』前編主題歌                                                       |
| 分かれ道                    | 日本テレビ系SPドラマ『バンクオーバー!〜史上最弱の強盗〜』後編主題歌                                                       |
| オタパリディスコ            | テレビ大阪・テレビ東京系アニメ『マジカパーティ』オープニングテーマ 映画『劇場版 総集編 マジカパーティ』オープニングテーマ |

## 出演

### 過去のレギュラー番組
- 青春ピース学園　スカイスクール（2019年1月1日、1月8日、チバテレビ、TOKYOMX、テレビ大阪、BSフジ、青森放送）

### 過去に出演した番組

#### テレビ
- めざましテレビ（2017年10月26日、フジテレビ）
- Rの法則（2018年3月15日、NHK）
- JAPAN COUNTDOWN（2018年4月22日、テレビ東京）
- 音楽の日（2018年7月14日、TBSテレビ）
- なかい君の学スイッチ（2018年7月23日、TBSテレビ）
- バズリズム02（2018年12月28日、2019年6月21日、2020年6月26日、2021年4月2日、8月13日、2022年7月29日、2023年6月16日、2024年1月26日、日本テレビ）
- ZOIDS WILD 特別編（2019年1月5日、TBSテレビ）
- 沼にハマってきいてみた（2019年5月20日、NHK）
- ネトバズ（2019年5月30日、NHK）
- スッキリ（2019年7月31日、日本テレビ）
- NHKバーチャル紅白歌合戦（2020年1月1日、NHK）
- CDTV卒業ソング音楽祭（2020年3月16日、TBSテレビ）
- PLAYLIST（2020年6月30日、TBSテレビ）
- CDTV ライブ！ライブ！（2020年9月21日、TBSテレビ）
- CDTV特別編 みんな歌える！神プレイリスト音楽祭（2020年10月28日、TBSテレビ）
- クラスで目指せ！ダンス日本一　第8回全国小・中学校リズムダンスふれあいコンクール（2021年1月2日、TBSテレビ）
- カバン持ちさせてください！２（2021年2月6日、TBSテレビ）
- ヒャダ×体育のワンルームミュージック（2021年2月16日、NHK）
- MUSIC BLOOD（2022年7月15日、日本テレビ）
- Love music（2022年7月31日、フジテレビ）
- スカイピース「Grateful For 」スペシャル（2022年8月28日、SSTV）
- BomberE（2023年6月6日、メーテレ）
- パパラピーズのスゴイじゃんTV（2023年6月21日、6月28日、メーテレ）
- カミオト夜（2023年6月29日、読売テレビ）
- ぽかぽか（2023年7月7日、フジテレビ）
- PLAYLIST（2024年1月30日、TBSテレビ）

### アニメ
- BORUTO-ボルト- NARUTO NEXT GENERATIONS（テレビ東京、2019年6月30日） - ☆イニ☆が盗人ジーン役、テオくんが盗人テオー役[26]

### ドラマ
- バンクオーバー!〜史上最弱の強盗〜（日本テレビ、2021年9月19日、9月26日） - 本人役[27]
- パリピ孔明 第5話（フジテレビ、2023年10月25日） - 本人役[28]

#### ネット配信
- DAM CHANNEL（2018年6月5日）
- スカイピースの急上昇学園（2020年10月17日、2021年1月17日、LINE LIVE）
- WinWinWiiin（2023年、YouTube）

#### ラジオ
- SCHOOL OF LOCK!（2017年12月13日、TokyoFM）
- ミュ～コミ＋プラス（2018年5月23日、ニッポン放送）